# Гуш-Катиф

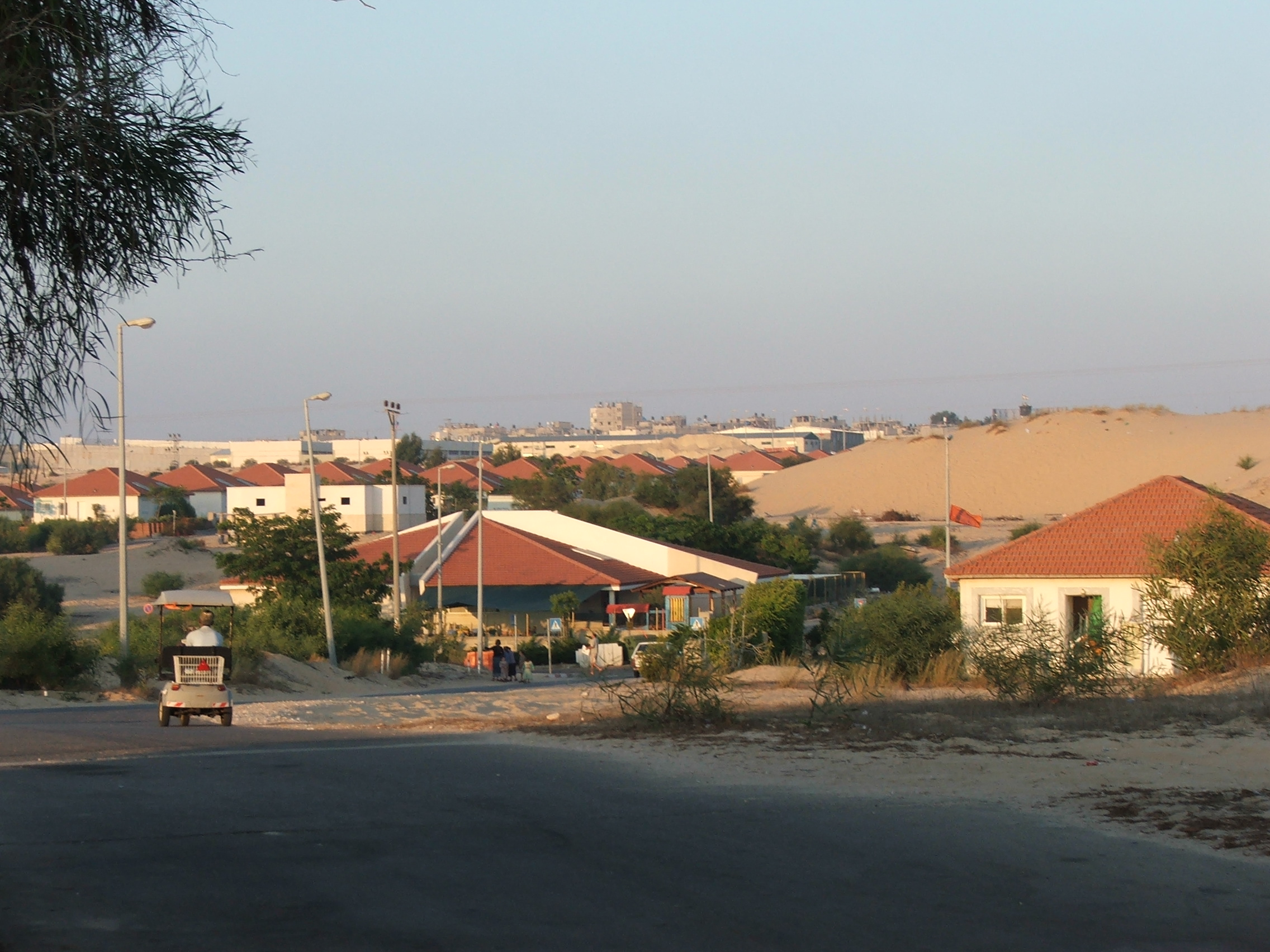
Здания в Неве-Декалим, Гуш-Катиф

Гуш-Кати́ф (ивр. גוש קטיף‎, «урожайный блок») — блок еврейских поселений на юге сектора Газа, который был ликвидирован в августе 2005 года.
В рамках плана «одностороннего размежевания» Израиль начал эвакуацию еврейских поселенцев и войск из сектора Газа. Поселения были эвакуированы и разрушены. В последующие месяцы территория была передана Палестинской автономии.
Поселения входили в региональный совет Хоф-Аза.

## Поселения в Гуш-Катифе
- Бедолах
- Бней-Ацмон
- Гадид
- Ган-Ор
- Ганей-Таль[англ.]
- Кфар-Ям
- Керем-Ацмона
- Мораг[англ.]
- Неве-Дкалим (здесь располагался центр регионального совета Хоф-Аза)
- Нецер-Хазани[англ.]
- Пеат-Саде[англ.]
- Катиф[англ.]
- Рафиах-Ям[англ.]
- Шират-ха-Ям[англ.]
- Слав[англ.]
- Тель-Катифа[англ.]

Эти поселения находились на юго-западе сектора Газа и были обнесены общим забором.
Вне Гуш-Катифа существовали три еврейских поселения на северном краю сектора Газа (Элей-Синай, Дугит и Нисанит), одно на северо-востоке (Кфар-Даром) и одно в центре (Нецарим).